# Storia delle Isole Pitcairn

## Prima del Bounty
Probabilmente i polinesiani si insediarono, temporaneamente, su Pitcairn circa 3.500 anni fa e gli archeologi ritengono che tra il XII e il XV secolo d.C. sull'isola vi fosse un insediamento stabile polinesiano. In quell'epoca si intrattenevano vivaci scambi commerciali tra Pitcairn, Henderson - che in passato era abitata - e Mangareva, un'isola situata nell'attuale arcipelago Gambier, nella zona sud-orientale della Polinesia Francese. Di questi primi insediamenti ci sono rimasti siti funerari contenenti scheletri umani, petroglifi, forni scavati nella terra, asce in pietra e altri manufatti, ma nessuno è certo della provenienza originaria dei primi abitanti di Pitcairn. Probabilmente l'isola era importante per la sua cava, da cui si estraeva la pietra per produrre le asce. Nonostante le minuscole dimensioni dell'isola, il suo fertile terreno vulcanico era (ed è tuttora) in grado di garantire il sostentamento di un insediamento stanziale. Nel 1606, quando l'esploratore spagnolo Pedro Fernández de Quirós giunse in queste acque durante la sua personale ricerca dell'El Dorado e scoprì Henderson, quest'isola, e presumibilmente anche Pitcairn, erano deserte.

## L'arrivo degli Europei
Per scoprire Pitcairn gli europei dovettero aspettare fino al 1767, quando, navigando sulla nave di Sua Maestà Swallow, Philip Carteret la scoprì e la segnò sulla sua carta con un errore di 300 km. L'esploratore decise di battezzare l'isola con il nome di Pitcairn, l'uomo che l'aveva avvistata per primo. Poco dopo, nel 1787, la HMS Bounty salpò dall'Inghilterra per raccogliere talee dell'albero del pane da trasportare nelle Indie occidentali. Si riteneva allora (sebbene in seguito l'opinione si dimostrasse errata) che il frutto dell'albero del pane avrebbe costituito un alimento ideale ed economico per gli schiavi che lavoravano nelle piantagioni britanniche delle Indie occidentali. Il Bounty gettò l'ancora per cinque mesi nelle acque di Tahiti e nel frattempo alcuni dei suoi marinai ebbero contatti con la popolazione femminile tahitiana. Tre settimane dopo la partenza da Tahiti, Fletcher Christian si mise a capo di una ribellione contro il capitano Bligh, il quale fu abbandonato su una scialuppa in mare aperto assieme a 18 membri dell'equipaggio rimastigli leali, mentre il Bounty se ne tornava a Tahiti. Bligh e i suoi marinai alla fine riuscirono ad arrivare fino a Kupang, nell'odierna Indonesia.

## Il Bounty

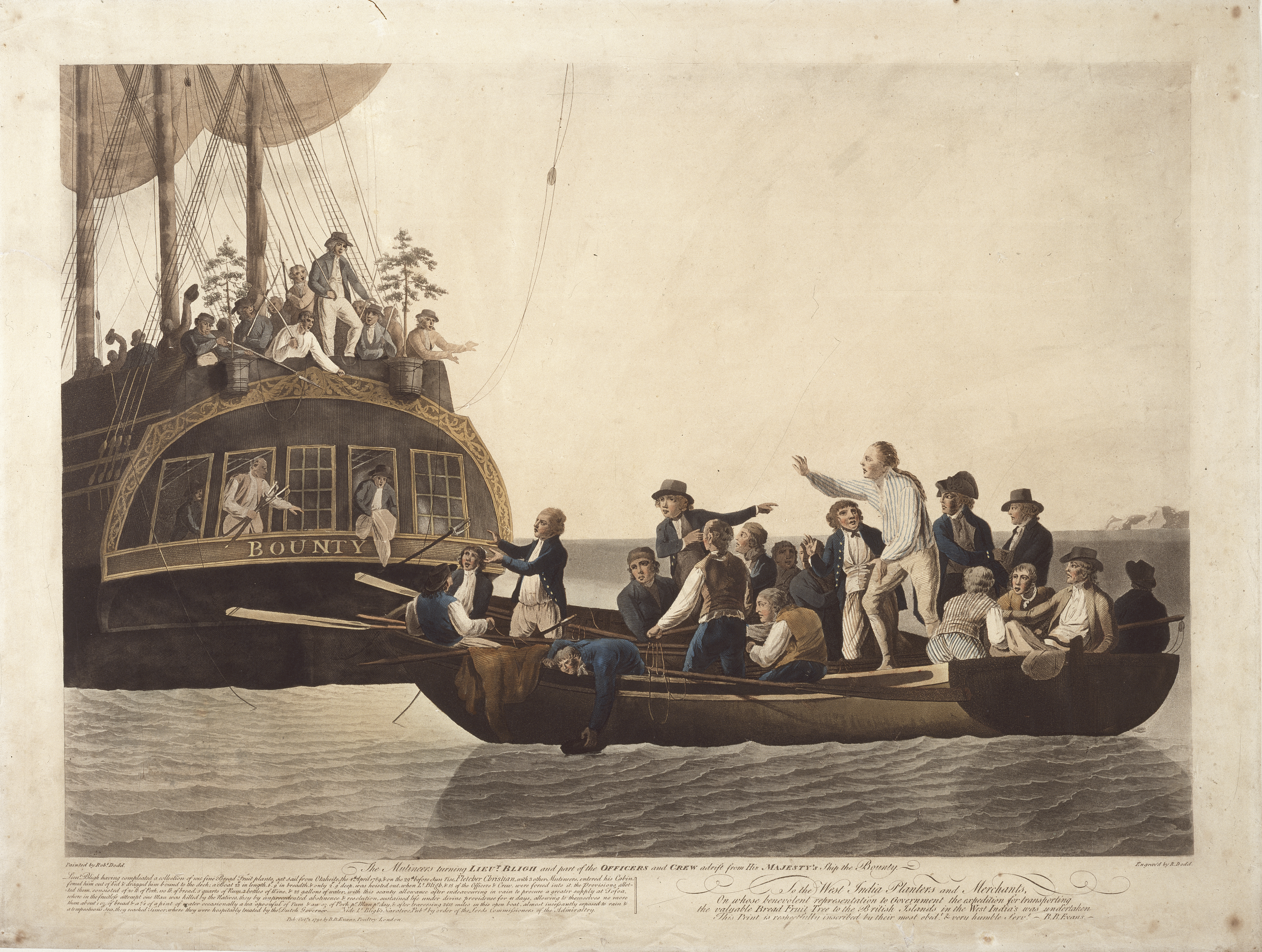
Gli ammutinati lasciano alla deriva gli ufficiali e il comandante della HMAV Bounty, 29 aprile 1789

Nel gennaio del 1790 gli ammutinati giunsero a Pitcairn, dopo un paio di false partenze compiute in quattro mesi di ricerca di un luogo dove sfuggire alla giustizia della marina militare britannica. Il gruppo, guidato da Christian, contava otto altri ammutinati, sei tahitiani, 11 tahitiane e una bambina. Qualche giorno dopo gli ammutinati tagliarono tutti i ponti con il passato dando fuoco al Bounty all'ancora nell'attuale Bounty Bay. Nonostante le loro buone intenzioni di stabilire una convivenza pacifica, un paio di anni dopo i nuovi abitanti di Pitcairn iniziarono ad ammazzarsi a vicenda. Nel 1794 tutti gli uomini polinesiani e cinque degli ammutinati, Christian compreso, erano morti, mentre Young, Adams, Quintal e McCoy continuavano a lanciarsi astiosi sguardi di sottecchi.
Seguirono alcuni anni pacifici, che terminarono quando McCoy scoprì come produrre un micidiale liquore dalle radici del ti (Cordyline terminalis), una pianta del luogo. Nel 1796, sotto l'influsso della sua invenzione, si gettò in mare con una pietra al collo. Qualche anno dopo la moglie di Quintal precipitò nel vuoto mentre cercava uova d'uccello, e in breve tempo gli influssi della bevanda resero Quintal tanto farneticante che Adams e Young dovettero difendersi dai suoi attacchi con un'ascia, impoverendo ulteriormente il patrimonio genetico degli isolani. Young morì di asma nel 1800 lasciando John Adams come unico maschio adulto sopravvissuto. Ispirato dalla religione, Adams prese le dieci donne e i 23 bambini sotto la propria ala protettrice e cominciò a educarli con i libri trovati sul Bounty.

## Colonia britannica
Adamstown era un piccolo insediamento quando il Capitano Mayhew Folger della Topaz, una nave americana per la caccia alle foche, riscoprì Pitcairn svelando il mistero che per 19 anni aveva avvolto la sorte degli ammutinati del Bounty. Le navi cominciarono ad approdare con maggior frequenza all'isola e quando, nel 1829, Adams morì, sorsero delle preoccupazioni sul rischio che l'isola si sovrappopolasse. Nel 1831 il governo britannico trasferì gli isolani a Tahiti dove, malgrado la buona accoglienza, dieci di loro morirono nell'arco di pochi mesi di malattie sconosciute. Alla fine dell'anno i 65 sopravvissuti avevano tutti fatto ritorno su Pitcairn. L'isola divenne una colonia britannica nel 1838, ma i vecchi timori sul rischio di sovrappopolazione sorsero nuovamente con l'aumento delle nascite. Nel 1856 i 194 abitanti dell'isola furono trasferiti sull'Isola Norfolk, un'ex colonia penale australiana ormai disabitata al largo della costa orientale australiana. Due anni dopo 16 isolani fecero ritorno a Pitcairn, appena in tempo per impedire ai francesi di annettere l'isola alla loro colonia polinesiana. Altre famiglie ritornarono nel 1864.

## XX secolo
La popolazione di Pitcairn ha raggiunto un picco di 223 abitanti immediatamente prima della seconda guerra mondiale, ma ultimamente alla preoccupazione per la sovrappopolazione si è sostituita quella per lo spopolamento, in quanto gli isolani vanno in cerca di migliori opportunità in Nuova Zelanda e in altri paesi. Nel 1956 gli abitanti dell'isola erano 161, nel 1961 126, nel 1966 96 e nel 1976 74. Per tutti gli anni ottanta e novanta la popolazione dell'isola ha oscillato tra i 40 e i 50 abitanti. Ora sono molte le case disabitate o cadenti e la carenza di opportunità potrebbe determinare un eccessivo peggioramento del tenore di vita. L'inaccessibilità dell'isola rappresenta da tempo il problema principale: successivamente alla scoperta dell'insediamento infatti, per anni le navi per la caccia alle foche e quelle passeggeri che seguivano la tratta da Panama alla Nuova Zelanda facevano regolarmente scalo a Pitcairn, ma i moderni viaggi aerei hanno ridotto i contatti dell'isola alla visita degli yacht ed a quella delle navi da carico che hanno buoni motivi per attraccarvi, nonché a quella delle occasionali navi da crociera che vi sostano.
Di recente il governo britannico ha tagliato i sussidi per l'amministrazione di Pitcairn. Il prezzo dell'elettricità e del rifornimento delle scorte adesso deve essere pagato dai locali, che hanno poco lavoro e un basso reddito. Girano voci secondo cui l'isola starebbe per essere abbandonata o magari ceduta ai francesi, che hanno molte colonie nel Pacifico.
L'evento più notevole occorso a Pitcairn negli ultimi 200 anni è venuto alla ribalta nel 1999, con l'avvio delle indagini su 14 uomini accusati di abusi sessuali avvenuti 40 anni prima.
L'accessibilità all'isola potrebbe cambiare in maniera considerevole. Si è parlato di costruire una pista di atterraggio che, finalmente, aprirebbe Pitcairn al resto del mondo.